# Hermann Hirsch (Landrat)
Karl Johann Hermann Hirsch (geboren am 6. Juli 1815 in Berlin; gestorben am 7. Januar 1900 in Aachen) war ein preußischer Verwaltungsjurist und Polizeidirektor.

## Leben
Als Sohn des jüdischen Kaufmanns Joseph Hirsch und seiner Frau Johanna geb. Wolff ließ Hirsch sich am 10. Oktober 1828 in Leipzig evangelisch taufen. Er besuchte (sehr wahrscheinlich) das Altstädtische Gymnasium in Königsberg i. Pr. Nach Ablegung der Reifeprüfung im Jahr 1835 studierte er zunächst an der Albertus-Universität Königsberg Rechtswissenschaft und Kameralwissenschaften. Dort wurde er Mitglied der Corpslandsmannschaft Scotia. Als Inaktiver wechselte er 1836 an die Rheinische Friedrich-Wilhelms-Universität Bonn. Dort wurde er mit Ferdinand von Nordenflycht auch im Corps Rhenania Bonn aktiv. Schließlich ging er an die Friedrich-Wilhelms-Universität zu Berlin.
Nach Ablegung der Auskultatorprüfung am 31. März 1838 wurde Hirsch mit dem 18. April 1840 beim Oberlandesgericht Königsberg verpflichtet. Mit Dienstalter vom 14. April 1840 erhielt er dort auch am 31. Mai 1840 die Ernennung zum Gerichtsreferendar. Im September 1840 wechselte er an das Oberlandesgericht Stettin und zum 1. August 1842 an das Land- und Stadtgericht Greifswald. Nach Ablegung der dritten juristischen Prüfung am 10. Oktober 1843 erhielt Hirsch am 11. November 1843 die Ernennung zum Gerichtsassessor (Amtseinführung zum 4. Januar 1844) bei dem Kammergericht in Berlin, wurde aber zur Dienstleistung bei dem dortigen Polizeipräsidium beurlaubt. Mit dem 15. August 1844 wechselte er zunächst als kommissarischer Polizeirat nach Posen. Seine definitive Ernennung folgte zum 1. Mai 1846. Von dort folgte die Versetzung nach Elberfeld, wo er zum 17. Dezember 1851 per Ministerialreskript die kommissarische Verwaltung der Polizeiaufgaben übernahm. Gleichzeitig übernahm er auch die Polizeigeschäfte in Barmen. Die definitive Bestallung als Polizeidirektor erhielt Hirsch am 29. März 1854. Mit Patent vom 18. Oktober 1861 erhielt Hirsch die Ernennung zum Polizeipräsidenten. Zum 1. Januar 1864 trat er dann die Stellung des Polizeidirektors in Aachen an, der zugleich Landrat des Stadtkreises Aachen war. Die Aufgaben des Landrates des Stadtkreises gingen erst mit dem 1. April 1888 auf den Oberbürgermeister über. 71-jährig und im 49. Dienstjahr wurde Hermann Hirsch im Jahr 1886 der Rücktritt nahegelegt. Seinem Antrag vom 30. Oktober 1886 mit Dimissoriale vom 15. Dezember 1886 folgend, trat er schließlich zum 31. Dezember 1886 in den Ruhestand.
Neben seinen Dienstgeschäften als Polizeidirektor versah Hirsch vom 30. Juni 1859 bis zum 1. Juni 1861 vertretungsweise die Verwaltung des Landratsamtes Elberfeld. Mit dem Ablauf seiner Vertretung schieden die Städte Barmen und Elberfeld aus dem Kreisverband aus. Dem verbleibenden Teil wurde die nun namengebende Stadt Mettmann als Sitz des Kreises Mettmann zugewiesen.
Verheiratet war Hirsch seit 1847 mit Lucie Uhden, die bereits vor 1860 in Salzbrunn starb.

## Abgeordnetenhaus
Hirsch saß von 1849 bis 1852 in der zweiten Legislaturperiode für den Wahlkreis Posen 3 im Preußischen Abgeordnetenhaus. Er gehörte der Fraktion der Rechten an.

## Ehrungen
- Roter Adlerorden 3. Klasse mit der Schleife (1881)
- Königlicher Kronen-Orden (Preußen) 2. Klasse, zu seinem Ausscheiden (15. Dezember 1886)
- Ehrenmitglied des Corps Rhenania Bonn[2]